# Park Narodowy Iguaçu
Park Narodowy Iguaçu – park narodowy położony w brazylijskim stanie Parana przy granicy z Argentyną, utworzony 10 stycznia 1939. Od południa jego granicę stanowi graniczna rzeka Iguaçu, dalej znajduje się argentyński Park Narodowy Iguazú. Od 1986 figuruje na liście światowego dziedzictwa UNESCO. Od 2008 uznawany jest przez BirdLife International za ostoję ptaków IBA.
Utworzony 10 stycznia 1939 na podstawie dekretu nr 1035. Powstał jako drugi park w Brazylii. Liczy 1700,86 km² powierzchni. Za obszar chroniony uznano go już w 1916. Po utworzeniu był poszerzany o dodatkowe obszary w 1944 i 1981.

## Warunki naturalne
Park położony jest tuż powyżej miejsca, w którym rzeka Iguaçu wpada do Parany. Iguaçu tworzy południową granicę parku. W jego obrębie znajduje się 19 większych i 275 pomniejszych wodospadów.
Obszar parku w większości jest płaski. Podłoże tworzą głównie wulkaniczne bazalty i mezozoiczne osady, gleby częściowo laterytowe.
Charakterystycznym punktem parku są wodospady Iguaçu; w miejscu wodospadu rzeka ma 1200 m szerokości. Ściana skalna, po której spada wodospad, ma kształt półkolisty. Ciągnie się na długości 2700 m, z czego 800 m znajduje się po stronie brazylijskiej.
Klimat subtropikalny, wilgotny. Roczna suma opadów sięga ponad 2000 mm, wilgotność względna 80–90%.

## Roślinność
W niższej części parku występuje subtropikalny las deszczowy obfitujący w paprocie drzewiaste, liany i epifity. W wyżej położonych obszarach występuje wilgotny las z drzewami zrzucającymi liście, araukariami brazylijskimi (Araucaria angustifolia) i palmami.

## Fauna
W parku odnotowano ponad 550 gatunków ptaków, 120 ssaków, 635 gatunków motyli, 79 gadów i 55 płazów. Ze ssaków występują tu jaguary (Panthera onca), pumy (Puma concolor), oceloty nadrzewne (Leopardus wiedii), mazamy, tapiry anta (Tapirus terrestris), pekariowce obrożne (Pecari tajacu), pekari białobrode (Tayassu pecari), mrówkojady wielkie (Myrmecophaga tridactyla), sarniaki pampasowe (Ozotoceros bezoarticus), a według danych IUCN z 1997 także i wyjce czarne (Alouatta caraya), kajmany szerokopyskie (Caiman latirostris), kajmany karłowate (Paleosuchus palpebrosus) i żararaki urutu (Bothrops alternatus).

### Awifauna

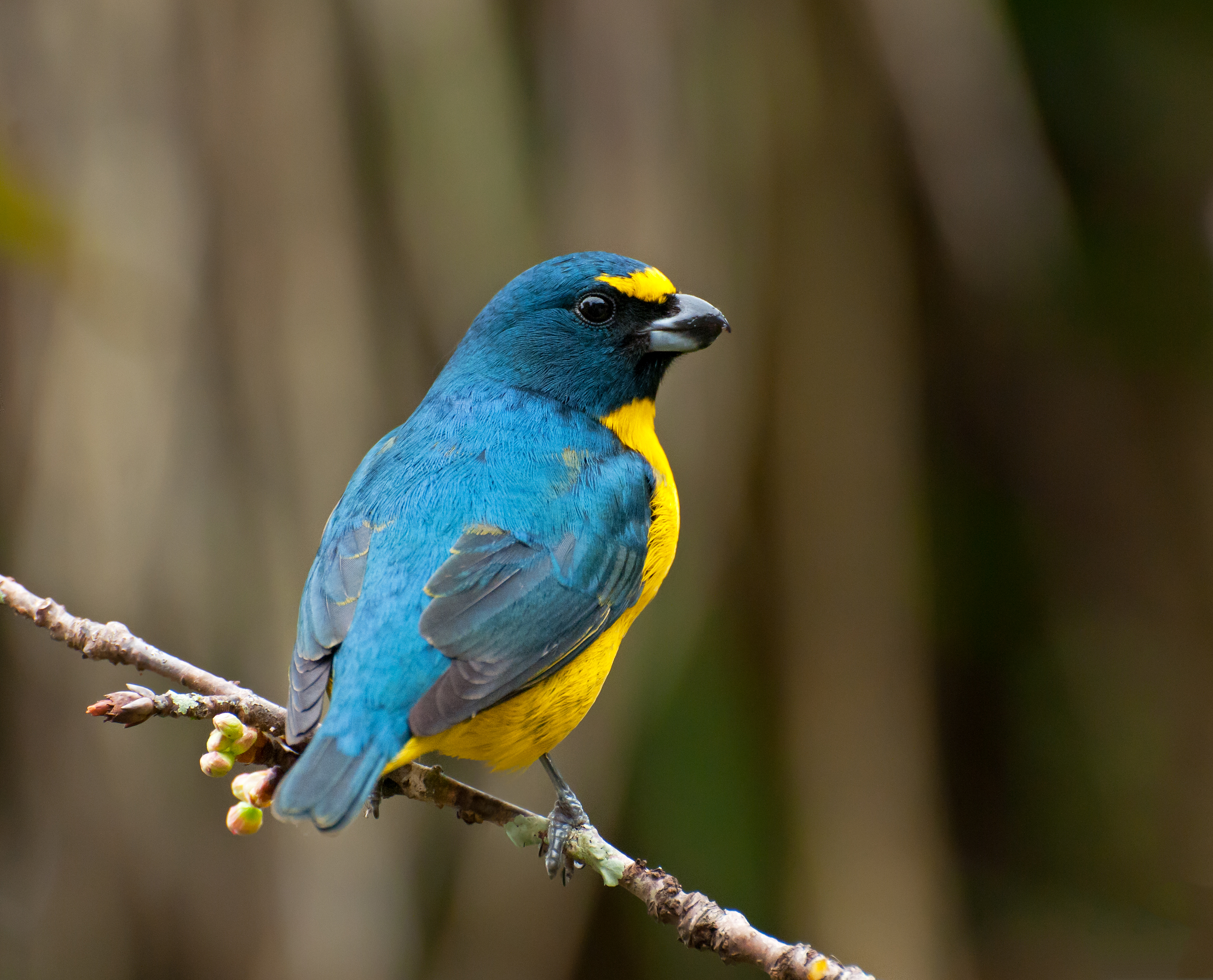
Samiec organki stalowej, Euphonia chalybea

Od 2008 BirdLife International uznaje park za ostoję ptaków IBA. Wymienia 68 gatunków, których występowanie zaważyło na uznaniu parku za ostoję. Wśród nich jest jeden gatunek krytycznie zagrożony wyginięciem (2016) – siniaczek paskowany (Claravis geoffroyi) – i 2 zagrożone – grdacz czarnoczelny (Pipile jacutinga) oraz amazonka pąsowa (Amazona vinacea). Gatunków narażonych na wyginięcie jest trzy: dzięcioł hełmiasty (Dryocopus galeatus), dzwonnik nagoszyi (Procnias nudicollis) i szerokodziobek rdzawoskrzydły (Platyrinchus leucoryphus). „Trigger species” uznanych za bliskie zagrożenia BirdLife wymienia 13, wśród nich są krępomrowiec piegowaty (Dysithamnus stictothorax), terkotnik (Clibanornis dendrocolaptoides), organka stalowa (Euphonia chalybea), puszczyk brazylijski (Strix hylophila), dzięcioł złotogardły (Piculus aurulentus) i 3 gatunki z rodzaju Phylloscartes.

## Turystyka
W 2014 park odwiedziło 1 550 607 turystów i był wówczas 2. w kraju (na 1. miejscu znajdował się Park Narodowy Tijuca z ponad 3,1 mln odwiedzających). W 2013 turystów było 1 518 876, w 2012 – 1 535 382; w każdym z tych lat Park Narodowy Iguaçu był drugim najchętniej odwiedzanym w kraju. Według szacunków z początku pierwszej dekady XXI wieku, kiedy park odwiedzało około 800 tys. ludzi rocznie, PN Iguaçu generował przychód w wysokości ponad 37 mln $. W 2014 Izba Deputowanych zaakceptowała pomysł wybudowania 18 km drogi biegnącej na terenie parku.